# Vladimír Vašků
Vladimír Vašků (* 15. října 1933 v Luhačovicích) je český historik působící na Ústavu archivnictví a pomocných věd historických na Filozofické fakultě Masarykovy univerzity. V rámci své pedagogické a odborné činnosti se zabývá diplomatikou, zejména obdobím Přemyslovců a dobou pobělohorskou se zvláštním zřetelem na novověké úřední revize a konfirmace středověkých listin. Podílel se také na tvorbě Českého diplomatáře.
V roce 1957 promován jako historik. V roce 1966 dosáhl titulu PhDr. (Studie z diplomatiky středověké), o rok později titulu CSc. (Studie o správních dějinách a písemnostech moravského královského tribunálu z let 1636 – 1749). Řádně habilitován byl v roce 1992 (Panovnické konfirmace pro moravské kláštery v 18. století). Od roku 1956 působil na Filosofické fakultě Masarykovy univerzity, nejprve na historickém ústavu a později po osamostatnění na Ústavu archivnictví a pomocných věd historických na téže fakultě. V letech 1994–2000 stál v čele tohoto ústavu. Do roku 1961 zastával funkci asistenta, v letech 1961–1990 funkci odborného asistenta. Konečně od roku 1990 jako docent. Od roku 1999 je také předsedou oborové rady pro pomocné vědy historické.

## Vybrané publikace
- Vašků, Vladimír. Panovnické konfirmační listiny pro město Brno z let 1633-1720. In: Brno v minulosti a dnes, 21,2008. Brno : Magistrát města Brna - Archiv města Brna, 2008. od s. 401–443, 43 s. ISBN 978-80-86736-10-5.
- Vašků, Vladimír. Additamenta k josefínským konfirmacím pro premonstráty v Klášterním Hradisku, Louce, Zábrdovicích a Nové Říši (Vídeňské studie z novověké diplomatiky - III.). Sborník prací Filosofické fakulty brněnské university. C, Řada historická, Brno : Filosofická fakulta brněnské university, 2001, C 48. ISSN 1211-6335. 2002.
- Vašků, Vladimír. K josefinské konfirmaci privilegií brněnských augustiniánů. Brno : Matice moravská, 2002. 159-164. ISBN 80-86488-07-1.
- Vašků, Vladimír. Taxy za konfirmační listiny pro moravské kláštery v 18. století. In Sto let od narození profesora Jindřicha Šebánka, Sborník příspěvků. 1. vyd. Brno : Moravský zemský archiv, 2000. s. 185–193.
- Vašků, Vladimír. Additamenta k josefinským konfirmacím pro cisterciácké kláštery na Velehradě a u Žďáru (Vídeňská studie z novověké diplomatika II.). In Sborník prací Filozofické fakulty brněnské univerzity. Brno, 2000. C 47.
- Vašků, Vladimír. Příčiny zániku konfirmačního řízení v habsburské monarchii v roce 1836. (Vídeňské studie z novověké diplomatiky - I.) SPFFBU C 42. Brno : Masarykova univerzita Brno, 1995. ISBN 80-210-1271-4.
- Vašků, Vladimír. Codex diplomaticus et epistolaris regni Bohemiae. Tomi v fasciculus quartus inde ab a. MCCLXXVIII. Praha : Academia, 1994. ISBN 80-200-0456-4.
- Vašků, Vladimír. Poddanské nepokoje na Moravě v letech 1705 - 1706. Vlastivědný věstník moravský, Brno : Muzejní a vlastivědná společnost v Brně, 35s. 27–38. ISSN 0323-2581. 1983.
- Vašků, Vladimír. Panovnické konfirmace pro moravské kláštery v 18. století. In Spisy FF UJEP. Brno, 1981. od s. 168. č. 230.
- Vašků, Vladimír. Studie o správních dějinách a písemnostech moravského královského tribunálu z let 1636 – 1749. In Spisy FF UJEP. Brno, 1969. od s. 117. č. 144.
- Vašků, Vladimír. K otázce individuálního stylu v listinách Václava II. a Václava III. In Sborník prací Filozofické fakulty brněnské univerzity. Brno : FF MU, 1960. s. 75–84. C 7.